# Церква Трьох Святих (Заліщики)
Церква Трьох Святих в Заліщиках — парафія і храм греко-католицької громади Заліщицького деканату Бучацької єпархії Української греко-католицької церкви в місті Заліщики Чортківського району Тернопільської области.

## Історія церкви
У 1995 році за ініціативи о. Никодима Гуралюка був встановлений хрест на місці майбутнього храму. Заліщицька міська рада виділила 80 соток землі для церковних потреб. Парафія була утворена у 2011 році.
Наприкінці вересня 2011 року заклали наріжний камінь. Завдяки спільним зусиллям о. Ярослава Шмиглика, жителів масиву та меценатів, будівництво було завершено того ж року. 1 січня 2012 року в новозбудованому храмі відбулася перша Служба Божа. Навесні поруч заклали березовий гай, висадили інші дерева та почали будувати дитячий майданчик. 1 липня 2012 року єпарх Бучацький владика Димитрій Григорак освятив храм Трьох Святих.
На території масиву «Сонячний» є капличка, збудована у 2004 році. Її освятили настоятель парафії та священники сусідніх парафій 29 листопада 2004 року. При парафії діє спільнота «Матері в молитві» (з 2013).